# Puhački orkestar Zaprešić
Puhački orkestar Zaprešić ima 40 članova koji djeluju pod vodstvom dirigentice Natalije Jarec. Godišnje sudjeluje na preko 30 nastupa na općinskom, županijskom i državnom nivou. Zadnjih godina nastupao je, osim konstantnih nastupa u Zaprešiću i bližoj okolici, i u Biogradu na Moru, Benkovcu, Crikvenici, Novom Vinodolskom, Jastrebarskom, Zaboku, u Zagrebu - promenadni koncert na Zrinjevcu, Samoboru, Brestu (Bjelorusija) - međunarodni susret puhačkih orkestara.

## Povijest orkestra
Godine 1949. u Zaprešiću je djelovalo Dobrovoljno vatrogasno društvo, koje je tada okupljalo velik broj mještana. Međutim, do te godine kulturni život u gradu bio je slabo razvijen preko tadašnjih organizacija. Uvidjevši taj nedostatak, DVD Zaprešić odlučio je osnovati Limenu glazbu, što je naišlo na opće odobravanje te je u studenom 1949., osnovana Limena glazba Zaprešić. Tadašnji članovi Upravnog odbora i osnivači Limene glazbe bili su: Tandarić Vid, Tandarić Marko, Škvorc Ivan, Obrubić Stjepan, Valek Josip i Ostreš Stjepan. Još iste godine u glazbu je upisano 26 članova te su nabavljeni instrumenti; dio od bivše vojne glazbe koja ih je pohranila u DVD-u još 1945., dio od bivšeg KUD-a "Kačić" iz Brdovca, a ostatak od glazbenog obrtnika Katića iz Zagreba. Počevši s teorijskim dijelom glazbene naobrazbe u veljači 1950., u rekordnom vremenu, pod dirigentskom palicom Stjepana Obrubića, tadašnjeg člana Opere Hrvatskog narodnog kazališta i njegovog suradnika Josipa Valeka, održan je i prvi javni nastup limene glazbe u Zaprešiću, 10. rujna 1950. u tadašnjem društvenom domu DVD-a Zaprešić. 
Na prvi javni nastup Limene glazbe Zaprešić pozvane su i druge gostujuće Limene glazbe iz okolice Zaprešića, a kako je vrlo uspješno prihvaćen završio je pučkom zabavom mještana Zaprešića. Ista glazba širi glazbenu, kulturnu i prosvjetnu djelatnost svojim nastupima ne samo na području Zaprešića već njegove šire okolice, pa i diljem Hrvatske.
Prvi članovi Limene glazbe bili su: Bača Ivan, Beblje Stjepan "Angel", Bezuh Josip, Bezuh Mijo, Bukovina Vid "Loši", Fabek Juraj, Fabek Stjepan, Goljački Josip "Joško", Gregurin Nikola, Grgas Stjepan, Huzjan Ivan "Capa", Justament Stjepan, Kalamir Vid, Kos Nikola, Ostreš Nikola - stariji, Ostreš nikola - mlađi (Nitač), Rakar Juraj, Ružić Stjepan (Roštan), Skledar Ivan, Skledar Juraj "Daskar", Škvorc Stjepan - stariji, Škvorc Stjepan - mlađi, Švajcar Stjepan "Kipec", Urlich Josip i Vlahović Drago.
Od tada se Limena glazba popunjava novim članovima te uspješno radi i nastupa pod okriljem DVD-a punih 13 godina, sve do 1962. godine, kada zbog slijeda okolnosti što zbog financijskih teškoća, a što zbog profesionalnih obveza DVD-a, glazba prelazi pod upravu Narodnog sveučilišta, koje je održavalo i financiralo rad glazbe sve do 1969. godine. Nakon toga, pokroviteljstvo nad glazbom preuzima Mjesna zajednica. Tako je glazba nastavila kontinuirani rad, a tadašnji predsjednik Savjeta Mjesne zajednice Vid Šimunić i tajnik Josip Vrčak zdušno su pomagali rad te su na njihovu inicijativu kupljeni i neki novi instrumenti.
Godine 1972., osnivanjem KUD-a "Ilija Gregorić" limena glazba postaje jedna od sekcija KUD-a, gdje nastavlja svoj rad do početka 1990-ih, kada KUD mijenja ime u "Ban Josip Jelačić". 1975- godine Limena glazba proslavila je 25 godina postojanja. 
29. siječnja 1996., na inicijativu članova glazbe i ostalih amaterskih glazbenika iz Zaprešića i bliže okolice, osniva se udruga građana pod nazivom koji nosi i danas: "Puhački orkestar Zaprešić". Orkestar nastavlja tradiciju limene glazbe te svojom svirkom uveličava razne kulturne i športske manifestacije na području Zaprešića, Zagreba i Zagrebačke županije. Ciljevi udruge su da kroz sviranje na manifestacijama i svečanostima, razvija smisao za glazbu kod građana i mladeži te ih usmjeri na šire kulturno i umjetničko glazbeno obrazovanje. Tadašnji Upravni odbor na čelu s predsjednikom Stjepanom Bukovinom uspio je u kratkom periodu nabaviti 17 novih instrumenata, afirmirati podmladak te povećati broj nastupa na preko 30 godišnje, a orkestar pod ravnanjem renomiranih dirigenata postiže zavidnu razinu muziciranja.
1999. godine na inicijativu tadašnjeg predsjednika Miljenka Šoštarića i tajnika Zlatka Horvata pokrenut je tečaj puhača, udaraljki i solfeggia za podmladak koji je imao tridesetak članova. Nažalost zbog raznoraznih okolnosti tečaj se s vremenom gasi, a u orkestru ostaje samo šestero mladih glazbenika.
Pedeset godina postojanja POZ je obilježio 2000. godine. Kroz te godine, a i danas, u orkestru su svirali mnogi vrsni glazbenici, a u budućnosti naglasak je stavljen na podizanje kvalitete sviranja, sudjelovanje na raznim smotrama i natjecanjima amaterskih puhačkih orkestara, a naročito na afirmiranje mladih.

## Vodstvo orkestra
- Predsjednik: Marko Petreković
- Tajnik: Matija Žnidarec
- Dirigent: prof. Natalija Jarec